# كرول (آيت ماجدن)
كرول هي إحدى مشيخات المملكة المغربية، تتبع جغرافيا لإقليم أزيلال وإداريًا لآيت ماجدن. يقدر عدد سكانها بـ 5039 نسمة حسب الإحصاء الرسمي للسكان والسكنى لسنة 2004.